# Cristian Gonzales
Cristian Gérard Alfaro Gonzales (* 30. August 1975 in Montevideo) ist ein indonesisch-uruguayischer Fußballspieler.

## Karriere

### Verein
Der 1,77 Meter große Offensivakteur, der auch als  Cristian Gonzáles, Christian González bzw. Muhammad Habibie Gonzales geführt wird, gehörte zu Beginn seiner Karriere in den Jahren 1995 und 1996 dem Kader der Mannschaft von Sud América an, wobei andere Quellen ihm auch einen Zweitligaeinsatz für die Montevideaner im Jahr 1997 zuschreiben. In den beiden Folgejahren spielte er in Argentinien für den Club Atlético Huracán. Abweichend davon wird auch Huracán Corrientes (3 Ligaeinsätze/kein Tor) als sein Klub in dieser Zeit genannt. 1999 war erneut Sud América sein Arbeitgeber. In jenem Jahr sind für ihn dort zwölf Einsätze und ein Tor in der Segunda División verzeichnet. Es folgte von 2000 an ein bis Mitte 2003 währendes Engagement bei Deportivo Maldonado. Bei den Südosturuguayern wirkte er in 22 Aufeinandertreffen der Primera División mit und traf einmal ins gegnerische Tor. Im Juli 2003 verpflichtete ihn PSM Makassar aus Indonesien. Anfang 2005 wechselte er innerhalb des asiatischen Inselstaates zu Persik Kediri. Ab Mitte Juli 2009 setzte er seine Karriere bei Persib Bandung fort. In den beiden Spielzeiten 2009/10 und 2010/11 absolvierte er dort 57 Partien in der Indonesia Super League und traf 27-mal ins gegnerische Tor. Ab Ende Juli 2011 stand er ein Jahr lang in Reihen von Persisam und erzielte bei 32 Erstligaeinsätzen 18 Treffer. Im Januar 2013 bestritt er im Rahmen einer weiteren Vereinsstation bei Arema Cronus sein erstes von bislang (Stand: 1. April 2017) 61 Ligaspielen und schoss seither 17 Tore.

### Nationalmannschaft
Gonzales ist spätestens seit Dezember 2010 indonesischer Nationalspieler und absolvierte seither (Stand: 1. April 2017) mindestens 25 Länderspiele in der A-Nationalmannschaft Indonesiens, bei denen er neun Treffer erzielte.